# Cyganka (Łódź)
Cyganka – dawna podłódzka miejscowość, od 1946 osiedle w zachodniej części Łodzi, w dzielnicy Polesie. Administracyjnie wchodzi w skład osiedla Złotno. Rozpościera się w rejonie ulic Cyganka, Rowerowej, Czołgistów i Namiotowej.

## Historia
Cyganka to dawna kolonia, od 1867 w gminie Rąbień. W okresie międzywojennym należała do powiatu łódzkiego w woj. łódzkim. W 1921 roku liczba mieszkańców wynosiła 333. 1 kwietnia 1927 wyłączono ją z gminy Rąbień i włączono do gminy Brus. 1 września 1933 weszła w skład nowo utworzonej gromady (sołectwa) Cyganka w granicach gminy Brus, składającej się z samej Cyganki. Podczas II wojny światowej włączona do III Rzeszy.
Po wojnie Cyganka powróciła na krótko do powiatu łódzkiego woj. łódzkim, lecz już 13 lutego 1946 włączono ją do Łodzi.